# Яффа

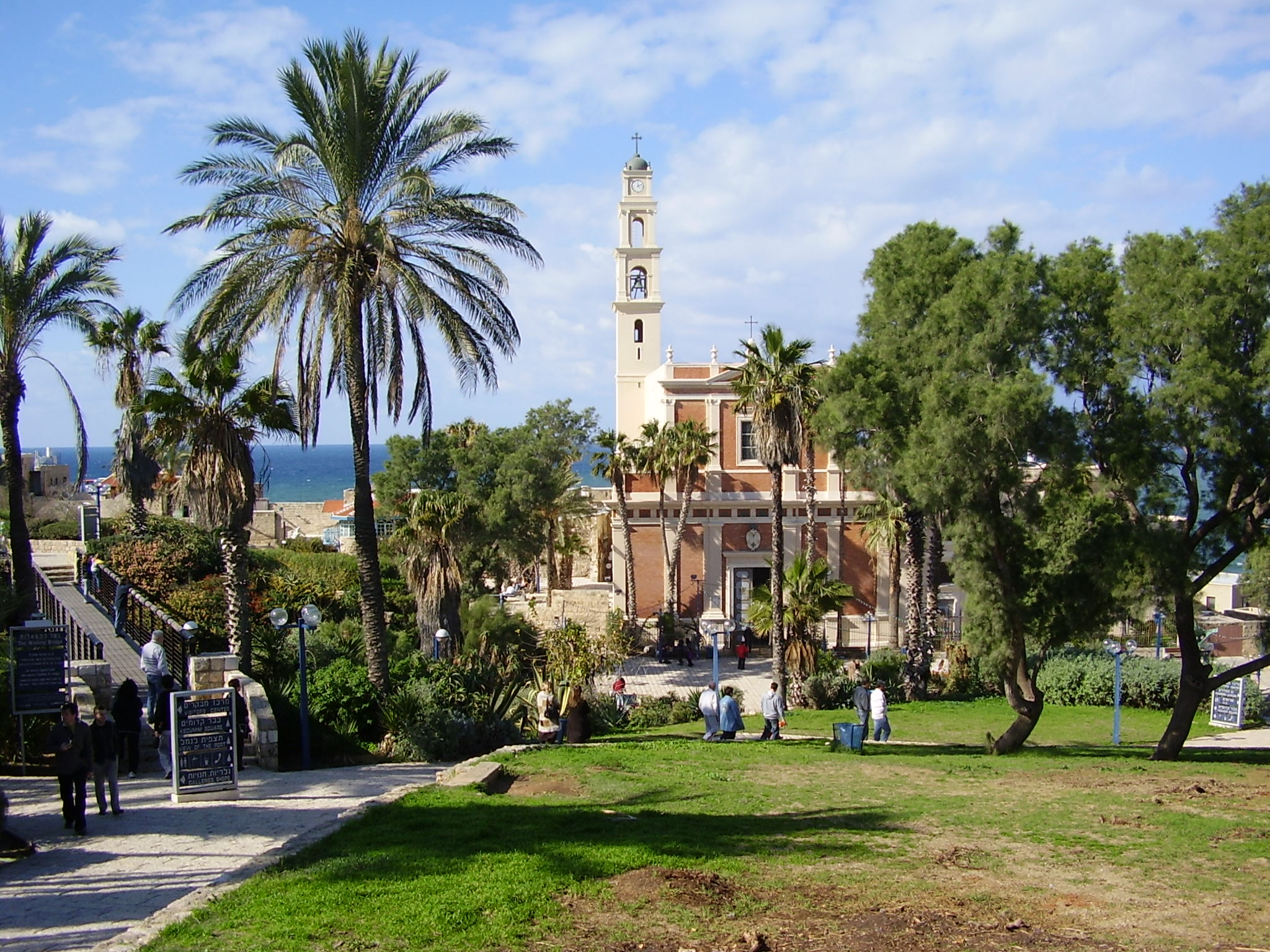
Церква Святого Петра у Яффі

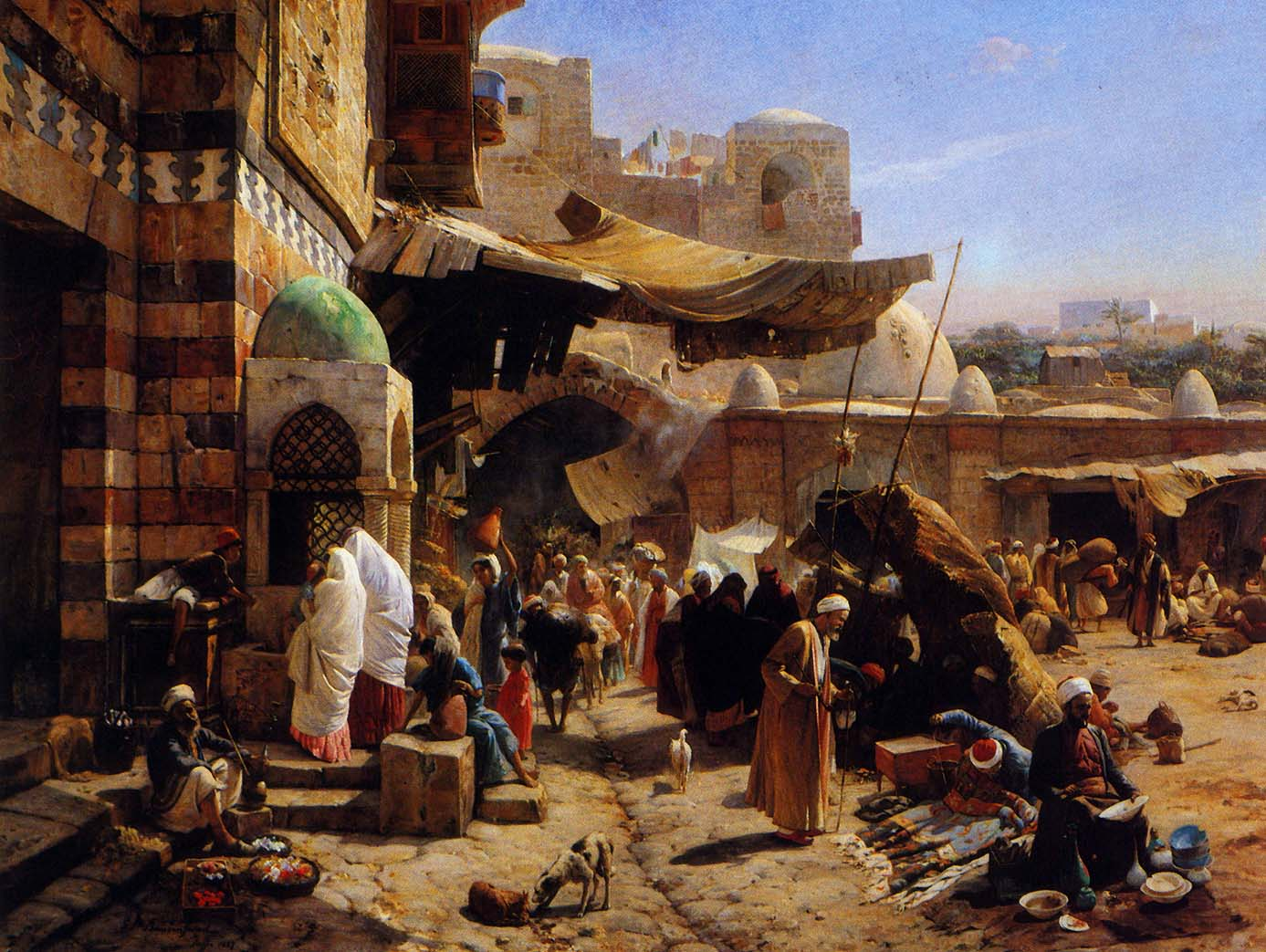
Яффа на малюнку 1887 р.

Я́ффа  — район міста Тель-Аві́в—Яфо́ в Ізраїлі, Тель-Авівський округ. Давній порт, колишнє історичне місто Близького Сходу. Колишня столиця Яффо-Аскалонського графства (1099—1268) у складі Єрусалимського королівства.

## Назва
- Яффа [3] — сучасна українська назва, що походить зі староарабської.
- Яфо (івр. יָפוֹ‎‎, Yāp̄ô; лат. Japho) — єврейська і латинська назви. За легендою, походить від імені Яфета, сина Ноя.
- Яфа (араб. يَافَا, Yāfā) — арабська назва; староарабською — Яффа (Yaffa); згадується у арабського географа аль-Муккадасі.
- Япу (Yapu) — перша згадка міста у Амарнських листах.
- Йофея, Іопея (Iopeia), або Йоппа (грец. Ιόππη, Joppa) — грецька назва міста еліністичної доби. За однією з гіпотез походить від Кассіопеї (Іопеї), матері Андромеди (за припущенням Страбона останню звільнив у околицях міської гавані Персей[4]); за іншою гіпотезою, як наводить Пліній Старший, походить від імені Іопи, доньки бога вітру Еола.
- Йоппе (лат. Joppe) — альтернативна латинська назва.

## Географія

### Клімат
Субтропічний середземноморський; середньорічна температура +20 °C, середньодобова температура січня +13 °C, липня — +26 °C. Щорічних опадів — 530 мм.
Сніг виключно рідкісний, останній снігопад спостерігався в лютому 1950 року. Літо тривале і спекотне. Найтепліший місяць — серпень. Його середня температура +27,0 ° C, однак періоди сильної спеки більше характерні для весни, коли температура може досягати +45 ° C в тіні і вище. Опади в період з листопада по березень.
| Клімат Тель-Авіву (1916–2007)                                                                          | Клімат Тель-Авіву (1916–2007) | Клімат Тель-Авіву (1916–2007) | Клімат Тель-Авіву (1916–2007) | Клімат Тель-Авіву (1916–2007) | Клімат Тель-Авіву (1916–2007) | Клімат Тель-Авіву (1916–2007) | Клімат Тель-Авіву (1916–2007) | Клімат Тель-Авіву (1916–2007) | Клімат Тель-Авіву (1916–2007) | Клімат Тель-Авіву (1916–2007) | Клімат Тель-Авіву (1916–2007) | Клімат Тель-Авіву (1916–2007) | Клімат Тель-Авіву (1916–2007) |
| Показник                                                                                               | Січ.                          | Лют.                          | Бер.                          | Квіт.                         | Трав.                         | Черв.                         | Лип.                          | Серп.                         | Вер.                          | Жовт.                         | Лист.                         | Груд.                         | Рік                           |
| Абсолютний максимум, °C                                                                                | 26,8                          | 29,6                          | 35,2                          | 40,4                          | 46,5                          | 37,6                          | 37,4                          | 34,4                          | 35,4                          | 38,4                          | 35,3                          | 27,9                          | 46,5                          |
| Середній максимум, °C                                                                                  | 17,5                          | 17,7                          | 19,2                          | 22,8                          | 24,9                          | 27,5                          | 29,4                          | 30,2                          | 29,4                          | 27,3                          | 23,4                          | 19,2                          | 24,04                         |
| Середня температура, °C                                                                                | 13                            | 13,8                          | 15,4                          | 18,6                          | 21,1                          | 24,1                          | 26,2                          | 27                            | 26                            | 23,2                          | 19                            | 15,2                          | 20,3                          |
| Середній мінімум, °C                                                                                   | 9,6                           | 9,8                           | 11,5                          | 14,4                          | 17,3                          | 20,6                          | 23                            | 23,7                          | 22,5                          | 19,1                          | 14,6                          | 11,2                          | 16,44                         |
| Абсолютний мінімум, °C                                                                                 | 2,5                           | −1,9                          | 3,5                           | 7                             | 11,2                          | 15                            | 19                            | 20                            | 15,7                          | 11,6                          | 6                             | 4                             | −1,9                          |
| Середня кількість сонячних годин на місяць                                                             | 192,2                         | 205,9                         | 235,6                         | 270                           | 328,6                         | 357                           | 368,9                         | 356,5                         | 300                           | 279                           | 234                           | 189,1                         | 3316,8                        |
| Норма опадів, мм                                                                                       | 126.9                         | 90.1                          | 60.6                          | 18                            | 2.3                           | 0                             | 0                             | 0.7                           | 1.4                           | 26.3                          | 79.3                          | 126.4                         | 532                           |
| Днів з дощем                                                                                           | 12,8                          | 10                            | 8,5                           | 3,1                           | 0,8                           | 0                             | 0                             | 0,3                           | 0,3                           | 3,2                           | 7,5                           | 10,9                          | 57,4                          |
| Вологість повітря, %                                                                                   | 73                            | 71                            | 69                            | 65                            | 68                            | 70                            | 70                            | 70                            | 67                            | 66                            | 66                            | 72                            | 68.9                          |
| --- | ----------------------------- | ----------------------------- | ----------------------------- | ----------------------------- | ----------------------------- | ----------------------------- | ----------------------------- | ----------------------------- | ----------------------------- | ----------------------------- | ----------------------------- | ----------------------------- | ----------------------------- |
| Джерело: Ізраїльська метеорологічна служба, Гонконзька обсерваторія — дані про кількість сонячних днів |                               |                               |                               |                               |                               |                               |                               |                               |                               |                               |                               |                               |                               |

## Історія
Археологічні розкопки датують основи будівлі башт і брам середньою бронзовою добою. Масивний мур міста і храм датується пізньою бронзою, що пов'язаний з «народами моря». Знайдені окремі хати[що?] з залізної доби, фараонської, перської і елліністичної діб історії Палестини.
Місто вперше згадане у письмових джерелах завоюванням фараоном Єгипту Тутмоса III-ого 1470 року до Р.Х.
Яффа згадується декілька разів у Біблії:
- місце відправки пророка Йони на кораблі до Тарсису(інші мови),
- для означення межі ізраїльського коліна Дана,
- порт, через який доставлялася деревина з Лівану для побудови Першого Храму в Єрусалимі за царя Соломона.

### Від 1050 до н.е. до 1099 року

Yafo 143/141 BC: Simeón, 143—135 BC

XII — I ст. до н.е. Історія Давнього Ізраїлю та Юдеї
- 1050—930 до н.е. Ізраїльське царство
- 586—537 до н.е. пануваня Вавилону
- 537—332 до н.е. панування Персії
- 332–63 до н.е. елліністична епоха, держава Селевкідів
- із 167 року до н.е. боротьба Хасмонеїв із елліністичними містами#Війни Симона Хасмонея Йонатан ввів свою залогу до Іоппії (тепер Яффа) під приводом того, що її мешканці начебто збираються перейти на бік Деметрія Коли Антіох VII у 134 році облягав Єрусалим, юдеї прийняли його умову щодо повернення Іоппії. Антіох VII#Війна з євреями до Єрусалима прибув Афінобій, товариш басилевса, з метою стягнути компенсацію у розмірі тисячі талантів за захоплені євреями міст: Газари та Іоппії.

63 до н.е. — 1099 Рим, Візантія, Халіфат
- 63 до н.е. — 324 Римська Палестина(інші мови)
  - 6—135 Юдея (римська провінція)
  - 135—390 Сирія Палестинська
  - Пальмірське царство (235–284 Криза III століття)
  - 290—634 Палестина Прима(інші мови)
- 324—634 Візантійська Палестина
- 640 по 1099 Палестина під владою Арабського халіфату(інші мови)

### Хрестоносці

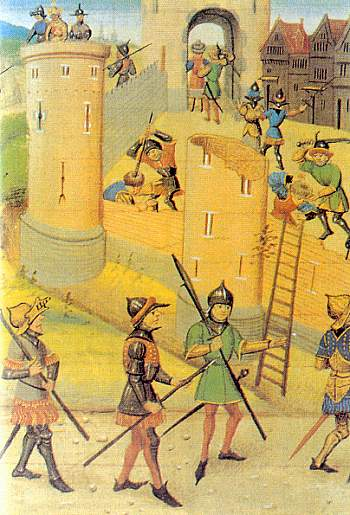
Саладін нападає на Яффу

1099 року хрестоносці Першого хрестового походу здобули Яффу, яку залишили мусульмани. Місто стало центром Яффа-Аскалонського графства у складі Єрусалимського королівства. Хрестоносці зміцнили міські укріплення й докорінно перебудували гавань, так що Яффа перетворлася на головний порт королівства.
1187 року Яффу захопили мусульманські війська Саладіна, але 10 вересня 1191 року хрестоносці під проводом англійського короля Річарда Левиного Серця звільнили місто після битви при Арсуфі.
У липні 1192 року відбулася битва при Яффі, в якій Саладін безуспішно намагався повернути порт. 2 вересня того ж року хрестоносці й Саладін підписали Яффський договір, за яким встановлювався 3-річний мир. 
1229 року імператор Фрідріх II укріпив міську стіну, про що свідчать латинські й арабські написи на ній.
1268 року Яффу захопили єгипетські мамлюки під проводом султана Бейбарса, які сплюндрували місто.

### Османська доба
У XVI столітті місто перейшло до Османської імперії. 1799 року Наполеон Бонапарт захопив місто.
Населення міста становило 1806 року — 2500 мешканців, 1886 року — 17000. Єврейська громада Яффи у 1882 році нараховувала 1500 сефардів і ашкеназів.

### У складі Держави Ізраїль
У 1950 році Тель-Авів і Яффа були об'єднані, і управляються одним муніципалітетом.

## Легенди
Вважається, що саме тут Ной побудував ковчег.
Десь у цих місцях Персей звільнив Андромеду.
Тут було явлене видіння апостолу Петру.
Тут воскресла праведна Тавіфа.
Звідси почалося повернення євреїв до Ізраїлю.

## Сьогодення
Сьогодні Яффа — туристичний і художньо-мистецький центр.
Станом на 2017 рік у місті діє парафія УГКЦ при церкві Благовіщення Пресвятої Богородиці.